# 165 (liczba)
165 (sto sześćdziesiąt pięć) – liczba naturalna następująca po 164 i poprzedzająca 166.

## W matematyce
- 165 jest liczbą sfeniczną[1]
- 165 jest palindromem liczbowym, czyli może być czytana w obu kierunkach, w pozycyjnym systemie liczbowym o bazie 2 (10100101) oraz bazie 14 (BB)
- 165 należy do piętnastu trójek pitagorejskich (52, 165, 173), (88, 165, 187), (99, 132, 165), (144, 165, 219), (165, 220, 275), (165, 280, 325), (165, 396, 429), (165, 532, 557), (165, 900, 915), (165, 1232, 1243), (165, 1508, 1517), (165, 2720, 2725), (165, 4536, 4539), (165, 13612, 13613).

## W nauce
- liczba atomowa unhexpentium (niezsyntetyzowany pierwiastek chemiczny)
- galaktyka NGC 165
- planetoida (165) Loreley
- kometa krótkookresowa 165P/LINEAR

## W kalendarzu
165. dniem w roku jest 14 czerwca (w latach przestępnych jest to 13 czerwca). Zobacz też co wydarzyło się w roku 165, oraz w roku 165 p.n.e.